# Pușkari, Buceaci
Pușkari (în ucraineană Пушкарі) este un sat în comuna Novi Petlîkivți din raionul Buceaci, regiunea Ternopil, Ucraina.

## Demografie
Componența lingvistică a localității Pușkari
     Ucraineană (100%)
Conform recensământului din 2001, toată populația localității Pușkari era vorbitoare de ucraineană (100%).